# Миладин Поповић
Миладин Поповић (Лопате, код Лијеве Ријеке, 23. септембар 1910 — Приштина, 13. март 1945) био је револуционар, један од организатора Народноослободилачке борбе на Косову и Метохији и ослободилачке борбе у Албанији и народни херој Југославије.
Године 1922. се са породицом преселио у Пећ, где је завршио основну школу и нижу гимназију, док је више разреде гимназије похађао је у Призрену. Након матуре, 1933. уписао је Правни факултет у Београду, где се прикључио револуционарном студентском покрету. Исте године је примљен у чланство Савеза комунистичке омладине, а наредне 1934. у чланство Комунистичке партије. Током боравка у Београду, радио је у партијској техници на издавању листа Млади комунист, због чега је почетком 1935. ухапшен. Након неколико месеци проведених у истражном затвору, био је протеран у Пећ, где је наставио са својом партијском активношћу.
У лето 1937. радио је на стварању Обласног комитета КПЈ за Косово и Метохију, након чега је именован за његовог секретара. У јесен исте године се разболео од туберкулозе, због чега је читаву 1938. и половину 1939. провео на лечењу на Голнику. Јуна 1939. учествовао је на саветовању руководства КПЈ на Шмартној гори. Након повратка на Косово и Метохију, крајем августа исте године радио је на борби против фракционаштва, а у септембру је поново био изабран за секретара Обласног комитета за Космет. Маја 1940.  организовао је демонстрације у Пећи, након чега је ухапшен и спроведен у београдски затвор „Главњачу”, одакле је пуштен због поновног погоршања здравственог стања. Августа 1940. изабран је за члана Покрајинског комитета КПЈ за Црну Гору, а у октобру је учествовао на Петој земаљској конференцији КПЈ.
Након окупације Југославије 1941. радио је на организовању Народноослободилачког покрета на Косову и Метохији, али је половином јула био ухапшен и интерниран у логор у Албанији. На иницијативу Обласног комитета КПЈ за Космет, а уз помоћ албанских комуниста ослобођен је из логора, након чега је у октобру 1941. именован за делегата ЦК КПЈ у Албанији са задатком да ради на окупљању комунистичких група, стварању КП Албаније и организовању ослободилачке борбе. Његовом иницијативом најпре је новембра 1941. формирана Комунистичка партија, а потом су формирани Главни Народноослободилачки одбор, Главни штаб НОВ Албаније и Антифашистичко националноослободилачко веће. Заједно са Енвером Хоџом и другим албанским комунистима, активно је радио на организовању Народноослободилачке борбе у Албанији.
Септембра 1944. на позив Врховног штаба НОВ и ПОЈ дошао је на Вис, одакле је упућен на Косово и Метохију, где је поново преузео дужност секретара Обласног комитета. У завршном периоду Народноослободилачког рата у Југославији активно је радио је на развоју народне власти на Косову и Метохији, као и масовнијем укључивању албанског становништва у Народноослободилачки покрет. Као једну од водећих личности партизанског покрета на Космету, у атентату га је 13. марта 1945. у Приштини убио албански националиста Хаки Таха.
За народног хероја проглашен је 12. марта 1945. године.

## Биографија
Миладин Поповић је рођен 23. септембра 1910. године у селу Лопате, код Лијеве Ријеке, која се налази на половини пута између Подгорице и Андријевице. У време његовог рођења, село Лопате је бројало око двадесетак домова, а најбројније породице су били Милошевићи, Ђукићи и Весовићи, док је Поповића било у шест домова. Они с били угледна црногорска породица — Миладинов прадеда Ристо Поповић је био првак и поткомандир Лијеве Ријеке; Миладинов деда Дмитар је био православни свештеник, а погинуо је предводећи чету у борби са Турцима код манастира Морача; Миладинов отац Јеврем (1875—1958) је био официр Црногорске војске. Јеврем Поповић се 1906. године оженио Станом Радоњић (1889—1955), из села Убли у Кучима и са њом добио двојицу синова — Михаила, рођеног 1909. и Миладина, рођеног 1910. године.
Миладин и његов старији брат Михаило су детињство провели у родном селу, одрастајући уз мајку и бабу и прадеду Риста, који је био у дубокој старости. Њихови стричеви и отац Јеврем, су током 1912. и 1913. године били учесници Балканских ратова, а од 1914. године и Првог светског рата. Након окупације Црне Горе, 1916. године Јеврем Поповић је као официр Црногорске војске био интерниран у логор Болдогасоњ у Мађарској, а његовој породици су аустроугарске окупационе власти одузеле сву стоку и животне намирнице. Читава породица Поповић је тако била остављена без средстава, па су се морали хранити шумским плодовима и др. Почетак окупације је прекинуо и Миладинов полазак у основну школу, а он је потом заједно са старијим братом морао учествовати у ситњењу камена за изградњу пута који је окупатор градио за своје потребе од Подгорице до Матешева, преко Лијеве Ријеке. Као накнаду за овај посао они су добијали оброк, који су потом делили са укућанима. Сурова окупација и гладовање, проузроковали су разне болести, а као дуготрајна последица код Миладина и његовог брата се јавила туберкулоза, од које су патили до краја живота.
После завршеног Првог светског рата, 1918. године Миладинов отац Јеврем се вратио из логора и у новој Краљевини Срба, Хрвата и Словенаца је постао официр Југословенске војске. У чину капетана прве класе преузео је команду над једном четом у 38. пешадијском пуку у Подгорици. Док је он службовао у Подгорици, породица је још неко време остала у селу, па је Миладин у Лијевој Ријеци завршио други и трећи, а у Подгорици четврти разред основне школе. Када је 1922. године Миладинов отац отишао у пензију, он се са породицом преселио у Пећ. У центру вароши је купио плац, на коме је изградио кућу у коју се породица уселила средином 1924. године. Овде је Миладин завршио четири разреда гимназије и малу матуру, а ради наставка школовања је морао да пређе у Призрен, где је завршио више разреде гимназије и велику матуру 1933. године. Пошто је у седмом разреду био искључен из гимназије, тај разред је ванредно полагао у Приштини.
У току школовања Миладин је био осредњи ђак. Највише је волео литературу, а посебно народне песме које је заволео још у детињству одрастајући уз прадеду Риста. Радо је читао историјску и географску литературу, а од страних језика је посебно волео француски језик. У вишим разредима гимназије Миладин је почео да се интересује за друштвена и политичка дешавања, па се нашао у кругу десетак младића који су почели да се интересују за марксизам. Његово политичко деловање први пут је од стране школских органа регистровано у седмом разреду гимназије, у току школске 1931/1932. године, па је почетком 1932. године био искључен из Призренске гимназије. Након пресељења у Метохију, Миладин и његов брат Михаило нису прекинули контакт са својим родним крајем у Лијевој Ријеци, па су увек када су имали времена тамо одлазили. Долазећи преко летњег распуста у родно село, Миладин је овде окупљао већи број омладинаца — ђака и студената и са њима причао о друштвеним и политичким проблемима и преносио им своја марксистичка гледишта на ове теме.

### Студије и партијски рад у Београду
Након положене матуре Миладин је 1933. године уписао Правни факултет у Београду. Одмах по доласку на студије он се повезао са револуционарним студентским покретом и због запажене активност је већ крајем исте године био примљен у тада илегални Савез комунистичке омладине Југославије (СКОЈ). Већ почетком наредне 1934. године Миладин је био примљен и у чланство Комунистичке партије Југославије (КПЈ). Како је брзо ушао у ред најактивнијих и најистакнутијих студената-комуниста, крајем исте године је постао члан Месног комитета СКОЈ-а за Београд. Такође, у току исте године је био ангажован на веома одговорном послу у техници Обласног комитета СКОЈ-а за Србију, а од марта 1935. у техници Покрајинског комитета КПЈ за Србију. Пошто је био висок и крупан, још на почетку студија Миладин је од својих другова добио надимак „Топ”. Овај надимак ипак није приказивао само његову физичку страну, већ и његову упорност у раду на извршавању партијских задатака.
У јесен 1934. године, пред свој одлазак у Француску, где је страдао у Марсејском атентату, краљ Александар Карађорђевић је посетио Пећ. Иако малобројни, комунисти Пећи су након ове посете припремили два прогласа — Радном народу Метохије и Радној омладини села и града, студентима и гимназистима, који су потом били растурани у граду и његовој околини. Полиција је стрпљиво пратила рад младе комунистичке организације и половином јануара 1935. године је ухапсила двојицу истакнутих пећких комуниста — Бору Вукмировића и Митра Радусиновића. Иако су током истраге били мучени, они нису ништа признали. Полиција је наставила са хапшењима и ухапсила је неколико ученика Пећке гимназије. Миладин се у ово време налазио у Београду и није познато да ли је имао везе са овим акцијама пећких комуниста, али је у току истраге и он био ухапшен и спроведен у пећки затвор, познат као „Шереметовача”. У току истраге је био тучен и малтретиран, а како ништа није признао био је ослобођен и пуштен на слободу. Пред суд су изведени само Вукмировић и Радусиновић, који су осуђени на неколико месеци затвора.
Након повратка у Београд, Миладин је наставио са илегалним радом у партијској техници на припремању листа Млади комунист, који је био орган Обласног комитета СКОЈ-а за Србију и чији је први број изашао 1. маја 1934. године. Крајем новембра и почетком 1935. године београдска полиција је успела да открије и ухапси око 150 чланова Комунистичке партије, који су деловали у Покрајинском комитету за Србију, Месном комитету за Београд, Рејонским комитетима, као и партијској техници. Међу ухапшенима су били — Ђорђе Митровић, Трајко Стаменковић, Светозар Вукмановић, Филип Бајковић, Петар Велебит, Боса Цветић и др. У истражном затвору Управе града Београда, познатом као „Главњача” Миладин је поново био тучен и малтретиран. Теретили су га да је Лепи Момировић диктирао комунистичке саставе које је она куцала на матрици за умножавање, али упркос батинама није ништа признао. Заједно са другим оптуженима је након неколико месеци изведен пред Државни суд за заштиту државе, али је услед недостатка доказа био ослобођен.
Вишемесечни боравак у затвору и полицијска тортура, нарушили су Миладиново здравље па му се поново активирала туберкулоза. Приликом пуштања из затвора, био је протеран у место боравка и забрањено му је да напушта Пећ, без одобрења полиције. Након доласка у Пећ Миладин се повезао са пећким комунистима и наставио са политичким деловањем. Краће време је ради лечења боравио у родном крају у Лијевој Ријеци, што је такође искористио за политички рад па је тамо формирао прву партијску ћелију. Приликом свечаног пуштања у рад железничке пруге између Косова Поља и Пећи, на Петровдан 12. јула 1936. године, комунисти из Пећи су одлучили да на железничкој станици у Пећи, где је требало да дођу многи угледни гости, организују демонстрације. У Пећи се тада налазило и неколико студената-комуниста који су помогли партијској организацији у реализацији овог протеста. Упркос одлуке, да због лошег здравља не учествује у овој акцији, Миладин се придружио демонстрантима, али их је морао напустити пре почетка хапшења, којом приликом је ухапшено 30 лица.

### Партијски рад на Косову и Метохији
Пећки комунисти су у јесен 1936. године велику пажњу посветили општинским изборима на територији Дунавске и Вардарске бановине, који су били заказани за децембра. Они су почели да се залажу за улазак у општине оних људи који уживају народно поверење, али ова идеја није налазила на разумевање и подршку тадашњих политичких партија. На територији баранске општине у Пећком срезу, комунисти су успели да успоставе сарадњу са једним од носилаца листе тада владајуће Југословенске радикалне заједнице Али Хаџијом и он је на својим скуповима дозволио да учествују и иступају комунисти. Он се тиме сврстао у ред опозиционара и непријатеља власти, па је на дан избора 6. децембра 1936. године у селу Баране, код Пећи, услед одазива великог броја људи на изборе, који су углавном гласали за његову листу, изборна комисија почела да фалсификује резултате. Ово је изазвало бес веће групе мештана који су дошли на изборно место и уништили изборни материјал. Након овога је интервенисала жандармерија и у тим сукобима је страдало седморо, а рањено више од 30 лица, међу којима је било и Срба и Албанаца. Миладин Поповић је био иницијатор да Месни комитет КПЈ за Пећ поводом ове трагедије изда проглас на српском и албанском језику, у коме су били оштро осуђени покољ и политика терора.
У лето 1936. године је избио грађански рат у Шпанији, а новембра исте године у листу „Пролетер“ био је објављен чланак Јосипа Броза Тита, у коме је он у име Централног комитета КП Југославије позвао све комунисте и антифашисте да се укључе у одбрану Шпанске републике. Почетком 1937. године политички и организациони секретари КПЈ — Милан Горкић и Адолф Мук су закупили француски брод „Ла Корс” који је имао задатак да на Црногорском приморју укрца око 300 добровољаца, које је организовао Покрајински комитет КПЈ за Црну Гору. У прикупљању добровољаца за Шпанију, учествовали су и комунисти из Пећи који су успели да организују групу од 23 добровољца. Један од њих је био и Миладин Поповић који је био вођа групе која је из Пећи преко Подгорице стигла у Вирпазар, а одатле се пешице упутила према јадранској обали. У село Мишићи, код Чања су стигли 3. марта и повезали се са другим добровољцима. Обавештена од стране италијанске тајне службе, југословенска полиција је открила комунистичку намеру и у ноћи 3/4. марта, осујетила одлазак добровољаца, а многе и похапсила.
Још крајем 1936. године, услед полицијске провале у партијску организацију у Црној Гори, веза између Месног комитета КПЈ за Пећ и Покрајинског комитета КПЈ за Црну Гору, Боку и Санџак је била прекинута. Тада водећи пећки комунисти — Радован Вуковић и Миладин Поповић су одлучили да се преко партијских организација које су деловале у Косовској Митровици, Приштини и Вучитрну повежу са Покрајинским комитетом КПЈ за Србију. Сретен Жујовић, члан ЦК КПЈ који је био задужен за обнављање партијских организација у Србији, априла 1937. године је у Пећ упутио Крсту Попиводу са задатком да добије основне информације о стању партијске организације у Пећи, али и читавој Метохији. Након Попиводиног повратка из Пећи, Жујовић је у јулу исте године упутио Мому Марковића са задатком да обиђе партијске организације на Косову и Метохији и извиди могућност стварања засебног Обласног комитета. Након обиласка партијских организација у Косовској Митровици, Трепчи и Вучитрну, Марковић је дошао у Пећ. Овде се најпре сусрео са Миладином Поповићем, кога је познавао још са Београдског универзитета, а потом и са другим истакнутим пећким комунистима, међу којима су били — Боро Вукмировић, Рамиз Садику, Радован Зоговић, Видак Марковић, Радомир Герић и др.
Увидевши да је партијска организација у Пећ најјача на Космету, Мома Марковић је одлучио да овде формира Обласни комитет КПЈ за Косово и Метохију. У том циљу је 25. јула 1937. године на Црном врху изнад Пећи одржана Прва обласна конференција КПЈ за Косово и Метохију. Конференцији је присуствовало двадесетак комуниста из Пећи, док представници партијских организација са Косова нису били присутни. У току рада Конференције, било је поднето пет реферата — Миладин Поповић је изнео реферат о политичким питањима, у коме је изнео политичке прилике у свету и земљи, а посебно на Косову и Метохији; Боро Вукмировић је поднео реферат о организационим питањима, у коме је указао на стање партијских организација, као и на потребу њиховог даљег развоја и учвршћивања; Видак Марковић је поднео реферат о националном питању, у коме је анализиран тежак положај Албанаца у Краљевини Југославији; Андро Чукић је поднео реферат о синдикалном питању, а Аца Марковић о троцкистичким појавама. На крају Конференције формиран је Обласни комитет у који су ушли — Андро Чукић, Рамиз Ћема, Рамиз Садику, Боро Вукмировић као организациони и Миладин Поповић, као политички секретар. Тада формирани Обласни комитет КПЈ за Косово и Метохију се све до августа 1940. године налазио у саставу Покрајинског комитета КПЈ за Црну Гору, Боку, Санџак и Косово и Метохију.
Миладин није одустајао од идеје о одласку у Шпанију, где би се у редовима Интернационалних бригада борио против фашизма. У току лета 1937. године је окупио нову групу добровољаца и са њима кренуо пут Шпаније. У близини југословенско-аустријске границе ова група је била откривена и ухапшена. Миладин је тада био протеран у родно место, до кога је етапно спровођен од једне до друге жандармеријске станице. Ово такозвано „шут путовање” умело је да се одужи и потраје и неколико недеља, са дужим задржавањима у појединим жандармеријским станицама. Такође, ова спровођења су била праћена и полицијском тортуром, што се одразило на Миладиново здравље и поновно појављивање туберкулозе. Услед тешког здравственог стања, Миладин је читаву 1938. и добар део 1939. године провео у познатом лечилишту за плућну туберкулозу на Голнику, код Крања. У току боравка на лечењу Миладин није прекидао везу са партијском организацијом. Јуна 1938. године студенти Београдског универзитета, који су били са Косова и Метохије су у знак протеста против акције власти Краљевине Југославије, која је у току колонизације Косова и Метохије одузимала земљу Албанцима и додељивала је колонистима, написали летак који је потом био дељен по местима на Космету. Миладин је активно учествовао у припреми овог текста и био први од укупно 67 студената који су потписали овај летак.

### Револуционарни рад до почетка рата
Почетком јуна 1939. године Миладин је из Голника отишао у Тацен, код Љубљане, где је на Шмартној гори 9. и 10. јуна одржано земаљско саветовање руководећег кадра КПЈ, којим је руководио генерални секретар КПЈ Јосип Броз Тито. На овом саветовању присуствовао је 31 делегат из свих крајева Југославије, изузев Македоније и Далмације. Тито је на саветовању поднео реферат о стању у партији, а пред њега су на саветовању говорили — Едвард Кардељ, Иво Лола Рибар, Франц Лескошек и Александар Ранковић. Након саветовања Миладин се поново вратио на Голник, али је интензивирао везу са партијском организацијом, посебно након сазнања да је по изласку са робије искључени члан Политбироа ЦК КПЈ Петко Mилетић дошао у село Слатина, код Вучитрна где му је била колонизована фамилија. Он је тада отпочео са фракционашким деловањем, обилазио је партијске организације по Метохији, Црној Гори и Македонији и уносио забуну у партијске редове. Обласни комитет КПЈ за Косово и Метохију и Месни комитет КПЈ за Пећ, предвођени Бором Вукмировићем и Рамизом Садиком, су му се супротставили, али нису успели да у потпуности ликвидирају појаву фракционаштва. У току лета 1939. године Миладин је накратко боравио у Пећи и о стању у партијским организацијама и штетном деловању Петка Милетића информисао генералног секретара КПЈ. Пошто се крајем августа у потпуности опоравио, Миладин је напустио Голник и вратио се у Метохију, где је одмах започео са обиласком партијских организација.
Непосредно по доласку на Косово и Метохију, Миладин се заједно са Бором Вукмировићем августа 1939. године у Ђаковици сусрео са Емином Дураку и Фадиљом Хоџом, који су из Албаније дошли по налогу скадарске комунистичке групе са задатком да успоставе везу са Обласним комитетом КПЈ за Косово и Метохију. Миладин је о овом сусрету обавестио генералног секретара КПЈ, који му је у току септембра упутио директиву да успостави везу са комунистичким покретом у Албанији. Крајем септембра у селу Витомирици, код Пећи одржана је Друга обласна конференција КПЈ за Косово и Метохију. У току рада Конференције, била су поднета три реферата — Миладин Поповић је поднео реферат о политичкој ситуацији; Милева Вуковић реферат о раду са омладином и женама и Крсто Филиповић о раду у синдикатима. На Конференцији је извршен обрачун са фракционашима који су потпали под утицај Петка Милетића. Ову „десну групу” предводио је Андро Чукић, а међу искљученим члановима КПЈ били су — бивши политички секретар Обласног комитета Петар Радовић, Вецо Абрамовић, Божо Милетић, Зејнељ Салиху и др. Ова искључења из КПЈ била су извршена на основу одлуке ЦК КПЈ о искључењу Петка Милетића из партије, која је била објављена у листу „Пролетер”, а потврдио их је Трећи пленум Покрајинског комитета КПЈ за Црну Гору, Боку, Санџак и Косово и Метохију. На Конференцији је реорганизован Окружни комитет који је након тога имао 11 чланова, као и Биро Обласног комитета који су чинили политички секретар Миладин Поповић и организациони секретар Боро Вукмировић. Тада је био формиран и Окружни комитет СКОЈ-а за Косово и Метохију за чијег је секретара била изабрана Милева Вуковић. Непосредно пре повратка Миладина Поповића на Космет, почетком августа 1939. године у околини Подгорице је била одржана Седма покрајинска конференција КПЈ за Црну Гору, Боку, Санџак и Косово и Метохију на којој су за чланове Покрајинског комитета, била изабрана и два члана из Метохије — Herojt e popullit te Kosove-MetohisБоро Вукмировић и Милева Вуковић.
Након Обласне конференције руководство КПЈ на Космету је издало две окружнице у којима је партијским организацијама и члановима партије објашњен став и мере које су биле предузете у борби против фракционаштва. Такође, широм места на Косову и Метохији је био растуран Проглас Централног комитета КПЈ поводом немачког напада на Пољску и почетка Другог светског рата. Овим поводом су одржавани многи скупови и састанци на којима је тумачена актуелна ситуација у свету, као и захтевано право гласа жена и друге партијске акције. Посебан успон доживеле су скојевске организације, које су спроводиле разне омладинске акције — одржаване су омладинске политичке конференције, излети, посела, сакупљање прилога за набавку револуционарне литературе, а оживео је и рад комуниста у спортским и омладинским удружењима. И поред већег ангажовања, Обласни комитет у овом периоду није успео да око своје политике у значајнијем броју окупи албанско становништво, па је већа пажња на ангажовању Албанаца била усмерена на деловање Окружног комитета СКОЈ-а међу младим Албанцима од којих су многи постали скојевци. Једну од већих акција у овом периоду комунисти Пећи су извели 11. маја 1940. године када су на пијачни дан на Житној пијаци организовали протест против скупоће и профашистичке политике Владе Цветковић-Мачек. Говорници на протесту били су комунисти Василије Ђукић и Радослав Бурић, али су се одмах на пијаци појавили жандарми са намером да растуре протестни збор. Убрзо је дошло до сукоба са жандарма у коме је било рањено више од 10 демонстраната (међу којима и Мићо Гилић), а њих 28 је ухапшено и спроведено у пећки затвор „Шереметовача”. Међу ухапшенима је био и Миладин Поповић, као и група истакнутих пећких комуниста — Митар Радусиновић, Станко Бурић, Миливоје Тодоровић, Бошко Томковић, Аца Марковић, Милутин Павличић и др. Наредног дана су отпочела саслушавања ухапшених, а у знак протеста против полицијске тортуре Миладин је ухапшенима саветовао да одбију да потпишу записник. У току следеће ноћи, издвојена је група од 11 ухапшених, који су били окарактерисани као вође демонстрација и они су спроведени у Београд, где су смештени у затвор Управе града Београда познат као „Главњача”. Овде је Миладин остао преко месец и по дана, након чега је због погоршања здравственог стања био пуштен на слободу и протеран у Пећ.
Након повратка у Пећ, Миладин се упркос лошем здравственом стању поново посветио партијском раду. У току јула 1940. године заједно са Крстом Попиводом делегатом ЦК КПЈ при Покрајинском комитету КПЈ за Црну Гору, обишао је партијске организације на Косову и Метохији — у Пећи, Ђаковици, Призрену, Урошевцу, Приштини и Косовској Митровици, где су присуствовали њиховим месним и среским конференцијама. Ове конференције биле су завршне припреме за одржавање Треће обласне конференције КПЈ за Косово и Метохију, која је одржана крајем јула у селу Витомирици, код Пећи. На Конференцији су присуствовали делегати свих партијских организација са Косова и Метохије, као и инструктори ЦК КПЈ при Покрајинском комитету КПЈ за Црну Гору — Крсто Попивода и Владо Поповић. У току Конференције су била поднета два реферата — о политичком питању који је поднео Миладин Поповић и о организационом питању који је поднео Боро Вукмировић, а један од закључака Конференције је био да је главни задатак организације и целокупног чланства рад на већем ангажовању Албанаца и њиховом окупљању око политике КПЈ. На крају Конференције је био изабран нови Обласни комитет чији су чланови били — Милева Вуковић, Душан Мугоша, Павле Јовићевић, Рамиз Садику, Али Шукрија, Милија Ковачевић, Крсто Филиповић, Предраг Ајтић, Веља Петровић и Рамиз Ђема. За политичког и организационог секретара поново су били изабрани Миладин Поповић и Боро Вукмировић. Такође, на Конференцији су били изабрани и делегати за Осму покрајинску конференцију КПЈ за Црну Гору, Боку, Санџак и Косово и Метохију.
Августа 1940. године, Миладин Поповић је са још тројицом делегата Обласног комитета — Бором Вукмировићем, Али Шукријом, секретаром МК КПЈ за Косовску Митровицу и Милијом Ковачевићем, секретаром МК КПЈ за Ђаковицу отишао на Жабљак, где је у кући Томе и Анке Жугић у Жугића Барама, засеоку села Новаковићи од 16. до 18. августа била одржана Осма покрајинска конференција КПЈ за Црну Гору. Конференцији су присуствовала 33 делегата, а био је присутан и генерални секретар КПЈ Јосип Броз Тито, као и делегати ЦК КПЈ Иван Милутиновић и Крсто Попивода. Током Конференције је поднето неколико реферата, а Милутин и Боро су узели учешћа у расправи након реферата о политичким питањима, који је поднео Блажо Јовановић и реферата о организационим питањима, који је поднео Крсто Попивода. Миладин је присутне делегате, као и генералног секретара, информисао о развоју партијске организације на Косову и Метохији, политичком стању и борби против фракционашких група, које су се развиле делатношћу Петка Милетића. У време одржавања Конференције Комунистичка партија је на Косову и Метохији имала четири месна комитета са укупно 239 чланова, од чега 23 Албанаца и 12 жена, док је Савез комунистичке омладине имао пет месних комитета са око 1.200 чланова. Од стране делегата са Косова и Метохије, на Конференцији је изнет предлог да се Обласни комитете за КиМ одвоји од Покрајинског комитета КПЈ за Црну Гору и директно повеже са Централним комитетом КПЈ, чиме би Обласни комитет био подигнут на ниво Покрајинског комитета. Генерални секретар и присутни делегати су прихватили овај предлог и он је узет у као предлог о коме ће разматрати Пета земаљска конференција. На крају Конференције је био изабран нови Покрајински комитет КПЈ за Црну Гору, Боку, Санџак и Косово и Метохију, међу чије чланове је био изабран и Миладин Поповић, а руководство Покрајинског комитета су чинили — Божо Љумовић, политички и Блажо Јовановић, организациони секретар. Такође, на Конференцији је изабрано десет делегата за Пету земаљску конференцију, међу којима су били Миладин и Боро Вукмировић.
Највећи, од одласка у илегалност 1920. и најзначајнији, након Четвртог конгреса 1928. године партијски скуп југословенских комуниста била је Пета земаљска конференција КПЈ одржана од 19. до 23. октобра 1940. године у Дубрави, код Загреба. Овој Конференцији је присуствовало 105 делегата из читаве Југославије, а Обласни комитет за Космет су представљали Миладин Поповић и Боро Вукмировић, који су узели учешћа у расправама о одређеним питањима. Боро је као организациони секретар, заједно са осталим организационим секретарима покрајинских комитета поднео извештај о стању у партијској организацији, док је Миладин говорио о развоју партије на Косову и Метохији. У четвртој тачки Резолуције, која је усвојена на Конференцији, прихваћен је предлог делегата са Косова и Метохије изнет на Осмој покрајинској конференцији за Црну Гору да се Обласни комитета КПЈ за Косово и Метохију одвоји од Покрајинског комитета КПЈ за Црну Гору, Боку и Санџак и повеже директно са Централним комитетом КПЈ. На крају конференције је изабран нови Централни комитет од 22 и нови Политбиро од 7 чланова, као и 16 кандидата за чланове Централног комитета. Из Загреба Миладин и Боро су се вратили у Пећ, где су одмах одржали проширену седницу Обласног комитета и на њој присутне информисали о одлукама донетим на Конференцији.
Након Пете земаљске конференције и осамостаљивања Обласног комитета КПЈ за Косово и Метохију интензивирале су се везе са Централним комитетом КПЈ. Миладин је због овога чешће одлазио у Београд, где је имао састанке са члановима Политбироа ЦК КПЈ који су се налазили у Београду — углавном Александром Ранковићем, Иваном Милутиновићем и Милованом Ђиласом. Крајем децембра 1940. године одржано је проширено саветовање Обласног комитета за Космет на коме су додатно проучени закључци донети на Петој земаљској конференцији, а били су поднети и реферати о свим секторима партијског рада. Овом саветовању присуствовао је и Иван Милутиновић члан Политбироа ЦК КПЈ. Готово у исто време, већи број чланова КПЈ са Космета — њих укупно 57 било је мобилисано у резервни састав 56. пешадијског пука у Ђаковици. Власт је ово користила као вид изолације комуниста, онда када полиција није имала довољно материјала за њихово хапшење. Један од мобилисаних био је и члан руководства Обласног комитета Крсто Филиповић, који је добио задатак да од мобилисаних комуниста формира партијску организацију. Заједно са чланом Покрајинског комитета КПЈ за Црну Гору Митром Бакићем, који је од стране ЦК КПЈ био задужен за рад по војној линији, Филиповић је формирао пуковски комитет који је одржавао састанке са свим мобилисаним члановима КПЈ. Такође, у току октобра у Пећи је била ухапшена група комуниста, међу којима су били Станко Бурић, Милош Гилић, Павле Јовићевић, Милева Вуковић и др. Они су били оптужени за организацију демонстрација од 11. маја и предати Државном суду за заштиту државе. Полиција је све више пратила рад комуниста у Пећи, па су Миладин и Боро Вукмировић крајем 1940. и почетком 1941. године морали прећи у илегалност. Крајем јануара Миладин и Боро су поново отишли у Загреб, где су похађали једномесечну партијску школу ЦК КПЈ, којом је руководио Крсто Попивода. Заједно са још двадесетак комуниста, из свих покрајинских комитета они су присуствовали предавањима која су поред Попиводе држали — Едвард Кардељ, Огњен Прица, Иво Лола Рибар, као и генерални секретар КПЈ Јосип Броз Тито. Након завршетка партијске школе почетком марта они су се вратили у Пећ.

### Почетак рата и рад на организовању устанка
Не дуго по повратку Боре Вукмировића и Миладина Поповића из Загреба у Пећ, дошло је до низа локалних догађаја протканих са општим политичким дешавањима у Краљевини Југославији. Већ од почетка 1941. године постојали су притисци Трећег рајха на Југославију да приступи Тројном пакту, а како је Влада Цветковић-Мачек водила политику не противљења овим притисцима, дошло је великих незадовољства у широј јавности. Ово је иницирало и сукобе између патриотских и пронемачких настројених група и грађана. Један овакав сукоб догодио се и међу ученицима Пећке гимназије, између присталица револуционарне комунистичке омладине и профашистичке љотићевске омладине. Како су још раније ученици-љотићевци код школских власти денунцирали ученике-комунисте, који су због овога искључивани из гимназије, скојевска организације је одлучила да искористи антифашистичко расположење грађана и за 28. март организује штрајк ученика. Овим поводом је 27. марта у селу Брежаник, код Пећи сазвана седница Обласног комитета КПЈ за Косово и Метохију. Док се одржавала седница, руководство Обласног комитета је добило информацију да је у Београду извршен војни-пуч и да су у Пећи почеле манифестације подршке пучу. Они су се одмах упутили у град, где су се придружили окупљеним грађанима испред хотела „Корзо”, а један од говорника на скупу је био и комуниста Боро Вукмировић.
Непосредно пре напада Сила осовине на Југославију, 6. априла 1941. године већи број чланова КПЈ се одазвао позиву на мобилизацију. Миладин Поповић због туберкулозе, а Душан Мугоша због повреде ноге нису били мобилисани, па су након почетка рата почели са окупљањем немобилисаних добровољаца. Миладин се налазио на челу делегације која је од Команде места у Пећи тражила наоружање за добровољце како би учествовали у пружању отпора непријатељу. Пошто су били одбијени пошли су у Штаб Треће армије где су наоружање тражили од њеног команданта генерала Илије Брашића. Он је групу добровољаца примио у јединицу, али је није наоружао јер је убрзо дошло до капитулације. Поједине јединице Треће армије — Зетска дивизија, Комски одред и десна колона Косовске дивизије су у току Априлског рата пружиле снажан отпор италијанским снагама и извршиле успешан продор у Албанију. У овим борбама су се посебно истакла два батаљона из 56. пешадијског пука, у којима је било доста мобилисаних комуниста, међу којима се посебно истакао Филип Стругар, члан Месног комитета КПЈ за Пећ који је погинуо. Без везе са дивизијом, ове јединице су се необавештене о капитулацији бориле у околини Скадра све до 23. априла. Брзим продором јединица немачке Девете оклопне дивизије из правца Бугарске окупиран је читав простор Косова и Метохије, који је потом подељен на италијанску, немачку и бугарску окупациону зону. Немци су због значаја рудника Трепче, окупирали северни део Косова и ставили га под своју војну управу; Бугари су окупирали југоисточни део Косова и заједно са централним и западним делом Македоније, као и делом јужне Србије припојили га Бугарском царству; Италијани су окупирали средишњи део Косова и комплетну Метохију и заједно са деловима Црне Горе и западне Македоније припојили их Великој Албанији. Одмах по доласку, окупационе трупе — најпре немачке, а потом италијанске су се представиле као ослободиоци Албанаца, након чега је дошло до отвореног деловања вулнетариских група и њихових напада на колонистичка насеља. Један од првих таквих напада био је на село Витомирицу, у близини Пећи. Српски сељаци су Албанцима пружили отпор, али су били приморани да се повуку у Пећ. Након пар дана они су се поново вратили у Витомирицу, а крајем априла село су обишли Миладин Поповић и Боро Вукмировић и одржали састанак са члановима и симпатизерима КПЈ, које су посаветовали да не реагују на мање инциденте, а уколико дође до напада на село да учествују у одбрани.
Почетком маја 1941. у Пећи је одржан састанак Бироа Обласног комитета КПЈ за Космет на коме је на основу информације да италијански фашисти припремају хапшење и ликвидацију свих познатих комуниста, донета одлука да се чланови Обласног комитета привремено склоне из Метохије и пређу у Црну Гору. На истом састанку је одлучено да дужности Обласног комитета привремено обавља руководство на челу са Рамизом Садиком. Након 15—20 дана, на интервенцију Централног комитета КПЈ, чланови Обласног комитета су вратили у Метохију. Како би добили јасније информације и директиве, Миладин је у току маја отишао у Београд, где се састао са члановима ЦК КПЈ који су га информисали о закључцима донетим на Мајском саветовању, одржаном у Загребу. Окупљање маса на најширој основи у борби против окупатора и његових помагача, борба против распиривања националне мржње и братоубилачког рата и учвршћење и проширење партијске организације и њено јачање утицаја на народ, на антифашистичкој и патриотској основи — били су задаци које је руководство КПЈ ставило пред своје чланове и организације. Након добијених директива, Миладин је у повратку за Пећ, свратио у Косовску Митровицу, где се састао са члановима Месног комитета и упознао их са новим задацима и директивама. Крајем маја Миладин је у Пећи одржао састанак Обласног комитета на коме је чланове упознао са директивама добијеним у Београду. Такође, на овом састанку је одлучено и да се организује одбрана колонистичких села, која су била нападана од стране вулнетарских банди ради пљачкања и исељавања. Ова одлука је ипак донета са закашњењем јер су из Метохије били исељени скоро сви колонисти, а једини отпор пружен је у Витомирици и Добруши. Слична ситуација је била и на делу Косова под италијанско/албанском окупацијом где су једино брањена села Врело, Помазатин, Старо Грацко, Танкосић и др. У току маја Миладин је одржао састанак са групом комуниста из Албаније, са којом је обновио контакт још почетком априла. Група од око 15 албанских комуниста, већином рођених на Космету, међу којима су били — Фадиљ Хоџа, Џавид Нимани, Џевдет Хамза и др, тада се вратила из Албаније и повезала се са Комунистичком партијом. Руководство Обласног комитета је сматрало да ће деловањем ове групе успети да продре у албанске масе и укључи их у Народноослободилачки покрет (НОП), па је тим поводом издало Проглас на албанском језику у коме је указало на праву политику окупатора, осудило терор над колонистима и позвало Албанце да се боре против фашистичког поробљивача.
Крајем јуна 1941. године, непосредно након напада на Совјетски Савез, Миладин је организовао саветовање Обласног комитета КПЈ за Косово и Метохију. На првом ратном саветовању је констатовано да је услед протеривања колониста са Космета, број чланова КПЈ смањен за половину, а да у раду партије у албанским масама није направљен помак. У складу са новонасталом ситуацијом одлучено је да формирају прве борбене групе које би могле да врше оружане акције. Још у току Априлског рата и непосредно након њега, члановима КПЈ је била упућена директива да сакупљају и скривају наоружање и војну опрему. Почетком јула Миладин је поново отишао у Београд, где је састао са члановима ЦК КПЈ који су га упознали са новонасталом политичком ситуацијом. Тада се састао и са генералним секретаром КПЈ Јосипом Брозом Титом, од кога је добио нове директиве за рад комуниста на Космету — онемогућавање рада рудника Трепча, спречавање евентуалног транспорта Албанаца на Источни фронт, учвршћивање партијских организација, вршење саботажа и диверзија против окупатора и повезивање са комунистичким групама у Албанији. Приликом повратка Миладин је поново свратио у Косовску Митровицу, где је одржао састанак са члановима партије и формирао нови Месни комитет на чијем су челу били Али Шукрија и Дане Бркљач, рудар Трепче. По повратку у Пећ, 7. јула 1941. године је одржао седницу Обласног комитета на којој је члановима пренео директиве ЦК КПЈ. У циљу рада на организовању партизанских група и вршењу саботажа, тада је био формиран Војни комитета за Косово и Метохију у који су ушли Боро Вукмировић, Митар Радусиновић и Павле Брајовић.
Знајући да је онеспособљавање рудника Трепча, из кога је окупатор експлоатисао олово и цинк, један од приоритетних задатака партијске организације на Косову и Метохији, Миладин је у Косовску Митровицу најпре упутио Крсту Филиповића, члана Обласног комитета, а потом је и сам тамо отишао. Они су овде одржали више састанака са члановима и симпатизерима КПЈ, посебно рударима и радили на плановима предстојећих акција. Из Митровице Миладин и Крсто су отишли у Рашку, где се тада већ налазио Душан Томовић, члан Месног комитета КПЈ за Косовску Митровицу. У селу Беоцима, они су 13. јула 1941. године одржали састанак са групом чланова и симпатизера КПЈ на коме је одлучено да се формира Копаонички одред. Ова директива спроведена је у дело 25. јула када је у близини села Стануловиће, на Копаонику од рудара Трепче и шумских радника формиран Копаонички партизански одред. Током боравка у Рашкој, Миладин је добио вест да је у Црној Гори избио масовни Тринаестојулски устанак, па је након издатих директива за формирање одреда кренуо за Беране. Одлучио је да оде у Црну Гори и повеже се са тамошњим партизанима у циљу преношења ослободилачке борбе у Метохију. Заједно са Крстом Филиповићем, Станком Даниловићем и Мирком Томићем из Никшића, као и својим братом Михаилом, Миладин је из Новог Пазара кренуо у правцу Берана. Путовали су малим аутобусом, а испред Рожаја су их зауставили италијански војници. Како уверавања да су пошли да обиђу фамилију нису била уверљива, он су ухапшени. У Рожају су изведени пред војни суд који их је 24. јула осудио на интернацију у логор у месту Пећин, у централној Албанији.
Хапшењем и интернацијом у Албанију прекинут је Миладинов рад на организовању ослободилачке борбе на Косову и Метохији. Ипак неколико дана након његовог хапшења, 30. јула 1941. године група од седам рудара Трепче је минирањем уништила три стуба рудничке жичаре, која је водила од Старог Трга до Звечана, чим је изведена прву саботажа у руднику, која је уједно била и прва већа оружана акција изведена на Косову и Метохији. Након ове акције, рудари су се пробили на Копаоник, где су се прикључили Копаоничком одреду. Већ крајем августа Копаонички одред је почео са већим оружаним акцијама. У току септембра одред је извршио више успешних напада на руднике у Белом Брду, Трепчи и Јарандо. Након Прве непријатељске офанзиве, децембра 1941. године чета рудара из овог одреда је успела да се пробије у источну Босну, где је ступила у тада формирану Прву пролетерску ударну бригаду.

### Делегат КП Југославије у Албанији
Три дана након суђења, крајем јула 1941. године Миладин и његови другови су преко Пећи пребачени из Рожаја у Пећин у Албанији. Не дуго по доласку у логор они су успели да успоставе везу са Обласним комитетом КПЈ за Косово и Метохију. Руковођење Обласним комитетом тада је преузео Боро Вукмировић, а један од главних задатака које је поставио био је успостављање везе са албанским комунистима како би се организовало Миладиново спашавање из логора. Почетком августа Вукмировић је одржао састанак са групом комуниста из Албаније, који су се налазили на Космету и потом је у Тирану упутио Фадиља Хоџу и Душана Мугошу са задатком да успоставе везе са комунистичким групама и извиде могућност ослобођења ухапшених другова из логора. Након успостављања веза са комунистичким групама, Хоџа и Мугоша су се почетком октобра вратили у Пећ, где је одмах одржан састанак чланова Обласног комитета са представницима албанских комуниста, међу којима је био Кочо Ташко. На овом састанку се расправљало и о потреби уједињења свих албанских комунистичких група у јединствену Комунистичку партију Албаније, као и о раду на организовању отпора италијанском окупатору, који је још 1939. године окупирао Краљевину Албанију. Након примедбе Ташка да је потребно да неко од руководилаца КПЈ дође у Албанију и помогне око рада на стварању Комунистичке партије, Обласни комитет је одлучио да тај посао обави Миладин Поповић, након ослобођења из логора, с обзиром да је он имао највеће искуство у раду на стварању организација КПЈ на Косову и Метохији. Поред Миладина, Обласни комитет је за другог делегата КПЈ у Албанији одредио Али Шукрију, али је ова одлука повучена с обзиром на мали број албанских кадрова у КПЈ, као и чињеници да је он био секретар Месног комитета КПЈ у Косовској Митровици. Након тога је за другог делегата КПЈ у Албанији био одређен Душан Мугоша, пошто је он знао албански језик.
У време док су се у Витомирици, код Пећи почетком октобра 1941. године одржавали састанци између чланова Обласног комитета и представника албанских комунистичких група, чланови Корчанске комунистичке групе су на основу ранијих планова са Хоџом и Мугошом успели да 11. октобра 1941. године изведу бекство Миладина Поповића и његових другова из логора у Пећину. Након ослобођења, они су пребачени у Тирану, где су били смештени у једној богатој кући, која није била на сумњи италијанског окупатора и полиције. Необавештен о Миладиновом ослобођењу, Душан Мугоша је стигао у Тирану са задатком да организује његово ослобођење. Партијска веза са којом се повезао у Тирани, Мугошу је одвела у исту кућу где су се налазили Миладин и други ослобођени другови. Након пријатног изненађења, Мугоша је Миладину пренео директиву Обласног комитета да је одређен за делегата КПЈ у Албанији. Пар дана касније, другови који су са Миладином ослобођени из логора су се вратили у Југославију — Станко Даниловић је преко Скадра отишао за Црну Гору, а Крсто Филиповић и Миладинов брат Михаило Поповић у Пећ.
Одлука Обласног комитета да буде делегат КПЈ у Албанији Миладина није изненадила. Још јуна 1939. године приликом боравка на саветовању руководства КПЈ на Шмартној гори, генерални секретар КПЈ Јосип Броз Тито је Миладину дао задатак да ради на повезивању са комунистичким групама у Албанији и пружи им потребну помоћ у раду на стварању јединствене Комунистичке партије. Том приликом он је добио и неколико адреса албанских емиграната који су живели у Југославији и који је требало да му пруже помоћ на реализацији овог задатка. Такође, Тито је овај задатак поверио и партијској организацији у Црној Гори, пошто је Коминтерна дала сугестију Централном комитету КПЈ да помогне албанским комунистима на стварању Комунистичке партије. Италијанска окупација Албаније, 1939. године је отежала реализацију овог задатка, али су везе са комунистичким групама ипак биле успостављене. Августа 1939. у Ђаковицу су дошли Емин Дураку и Фадиљ Хоџа, који су били повезани са Скадарском комунистичком групом. Ова веза је била одржавана током 1940. године, а новембра исте године у Београд је из Париза допутовао Тханас Зику, албански комуниста грчког порекла који је био члан Корчанске комунистичке групе. Миладин Поповић и Али Шукрија су се сусрели са њим, али је он убрзо умро јер је био тежак туберкулозни болесник. Везе са албанским групама су обновљене у периоду након окупације Југославије 1941. године, када је на Космет дошла група албанских комуниста, који су били родом одавде. Приликом Миладиновог боравка у Београду, почетком јула 1941. године, Тито му је поновио задатак да ради на одржавању веза са албанским комунистичким групама с циљем стварања Комунистичке партије и организовања борбе против окупатора у Албанији.

#### Стварање Комунистичке партије Албаније
Заједно са Душаном Мугошом, Миладин се у другој половини октобра 1941. године детаљно упознао са стањем у комунистичким групама које су деловале у Албанији, као и са њиховим међусобним односима. Од укупно осам партијских група, које су већином окупљале марксистичке интелектуалце, Миладин је издвојио три групе — Скадарску групу (алб. Grupi Komunist i Shkodrës), Корчанску групу (алб. Grupi Komunist i Korçës) и Групу младих (алб. Grupi Komunist i të Rinjve). Ове групе нису имале скоро никакве везе са народним масама и биле су потпуно разједињене, посебно након смрти истакнутог албанског комунисте Алија Кељемендиа, фебруара 1939. године. Оцењујући да без формирања јединствене партије није могуће покренути оружану борбу, Миладин и Душан су активно радили на припреми оснивачког састанака. Крајем октобра и почетком новембра 1941. године они су у Тирани окупили више од 20 представника свих комунистичких група, који су поднели извештаје о раду својих организација. Током ових састанак дошло је до оштрих сукоба између представника појединих група, након чега су Миладин и Душан одлучили да у привремено руководство партије не уђе ниједан од руководилаца постојећих комунистичких група, како би се спречиле фракционашке борбе. Дан након годишњице Октобарске револуције, у Тирани је 8. новембра 1941. године одржан оснивачки састанак Комунистичке партије Албаније (алб. Partia Komuniste e Shqipërisë) на коме је изабран привремени Централни комитет и утврђени задаци даљег деловања. Убрзо након тога народу Албаније је упућен Проглас у коме је позван на стварање Народноослободилачког фронта и оружану борбу против фашистичког окупатора. Једна од првих акција нове партије било је организовање демонстрација против окупатора на годишњицу доношења Деклерације о независности 28. новембра 1941. године у Тирани, Драчу и Корчи. Услови илегалног рада, посебно у прво време Миладиновог боравка у Албанији, нису дозвољавали да друговима са којима се састајао и разговарао јавно говори своје име и функцију, па је од албанских комуниста добио илегално име Али Гостивари, али су га чешће звали шоку (друг) Али, док је Мугоша имао илегално име Сали Мурат. Миладин, који у почетку није добро познавао албански језик, присутнима у разговору се обраћао са друже, а како већина Албанаца није разумела значење ове речи они су га прозвали „Дружеа”.
Након оснивања Комунистичке партије, Миладин је покушао да успостави везу са Централним комитетом КПЈ, како би га известио о стварању партије и добио инструкције за даљи рад. Како је у ово време у Србији трајала Прва непријатељска офанзива, а руководство КПЈ се повлачило из Ужица према Фочи, веза није била остварена. Ипак веза са Обласним комитетом КПЈ на Космету није била прекинута и Миладин се током читавог боравка у Албанији интересовао за стање у овој области. Средином децембра 1941. године Миладин је накратко боравио у Пећи, где је посетио родитеље и водио разговоре са члановима Обласног комитета, а његов пратилац на овом путовању био је Исмет Шаћири. На после оснивања Комунистичке партије, појединци из ранијих комунистичких група нису прихватали њену линију, а највише проблема било је са Анастасом Љуљом и Садиком Премтајем из Групе младих. И поред прихватања свих аргумената, они су у раду наставили по старом. Анастас је касније постао отворени издајник партије због чега је 1943. године убијен, а Преметај се придружио балистима и 1944. године са немачким окупатором емигрирао из земље.

#### Почетак ослободилачке борбе у Албанији
Већ крајем 1941. године почело се са стварањем диверзантских и ударних група које су имало до десетак људи и вршиле прве саботаже и акције. Почетком 1942. године почело је са формирањем партизанских група и чета које су на пролеће отпочеле са деловањем против окупатора. Оружане акције које су изводили ове партизанске групе имале су велики политички утицај на албански народ, који је све више почео да се опредељује за Народноослободилачки покрет. Са повољним развојем ситуације, све више се осећала потреба за обнављањем везе са Централним комитетом КПЈ. Почетком марта 1942. године Миладин је послао Душана Мугошу у Пећ са задатком да преко Обласног комитета ступи у везу са ЦК КПЈ. Како се партијска организација на Космету налазила у тешкој ситуацији изазваној хапшењем неколико група комуниста, она је била без везе са руководством КПЈ. Приликом повратка у Албанију, Мугоша је Миладину донео вест о хапшењу његовог брата Михаила и његовој могућој интернацији у Албанију. Нешто касније, Миладин је из Пећи добио вест да је ухапшен и његов отац Јеврем, који је најпре интерниран у Албанију, а потом у логор на италијанском острву Понца у Средоземном мору. Половином априла 1942. у Тирани је одржано шире партијско саветовање на коме је био анализиран дотадашњи рад и закључено да су услови сазрели за формирање већих партизанских јединица и извођење већих акција. Након саветовања, Душан Мугоша је отишао у Фјер, где је одржао састанак са тамошњим Среским комитетом. Како је ова партијска организација имала добре везе са заточеним интернирцима, он је успео да преко ње сазна да се овде налази Миладинов брат, који је одмах потом ослобођен и пребачен у Тирану, у базу руководства КПА где се налазио и Миладин. Тада је учињен нови покушај да се преко Црне Горе успостави веза са Централним комитетом КПЈ. На пут су кренули Васо Стругар (1915—1942), кога је још раније Главни штаб НОПО Црне Горе упутио у Тирану и Михаило Поповић (1909—1942), који је имао задатак да се по доласку у Црну Гору пребаци у Пећ. На овом путу њих су на Скадарском језеру, у близини села Врањина, код Лијеве Ријеке заробили четници и стрељали.
Након појаве првих партизанских група и њихових акција с пролећа 1942. године, италијански окупатор је у Албанији отпочео са казненим експедицијама, хапшењима и стварањем нових логора што је додатно утицало на становништво да се укључи у Народноослободилачку борбу. Диверзанти су Тирани извели акције у којима је уништена телефонска централа, као и војна постројења на аеродрому. У Валони је извршен напад на станицу фашистичке милиције и карабињера и уништени војни магацини, а у Корчи је запаљена зграда фашистичког руководства. Број партизанских чета је стално растао, а биле су формиране и друге антифашистичке организације. Како би се све антифашистичке организације окупиле у борби против окупатора, као и како би се сумирали дотадашњи резултати у борби у селу Пеза, код Тиране је одржана Прва антифашистичка конференција, на којој су поред комуниста учествовали и — националисти, окупљени око Мидхата Фрашерија, који је касније организовао профашистичку организацију Бали Комбетар и монархисти, окупљени око Абаза Купе, који је био у вези са свргнутим краљем Зогуом и касније основао организацију Покрет легалитета. Упркос идеолошким размимоилажењима, тада је створен Антифашистички националноослободилачки фронт (алб. Lëvizja Antifashiste Nacional-Çlirimtare) чији је задатак био формирање националноослободилачких одбора који би представљали нову власт на окупираној и слободној територији и старали се о мобилизацији људства у партизанске јединице и њиховом снабдевању. Тада је такође одлучено да се у вођењу оружане борбе пређе са мањих на веће партизанске јединице. Иако без директне везе са руководством КПЈ, Миладин који је активно радио на организацији ове Конференције, служио се искуством југословенских партизана, о коме је добијао вести од Обласног комитета за Космет, као и на основу текстова из партијског листа „Пролетер”.

#### Прва конференција КП Албаније
Како се ослободилачка борба у Албанији добро развијала, све више се осећала потреба повезивања са руководством КПЈ и Коминтерном. Пошто је неколико претходних покушаја успостављања везе са ЦК КПЈ пропало, Миладин Поповић је овај задатак поверио Душану Мугоши, који је 25. маја 1942. године из Тиране кренуо у Црну Гору са задатком да пронађе ЦК КПЈ и Врховни штаб НОПОЈ и преда им извештај о раду у Албанији и молбу Привременог ЦК КП Албаније да Коминтерна одобри сазивање Прве земаљске конференције и прими КП Албаније у Комунистичку интернационалу. Након преко 80 дана путовања, које је било испуњено — повезивањем од једне до друге партијске везе, пробијањем кроз италијанско-немачке борбене линије, као и преласцима преко четничких територија, Мугоша је 18. августа 1942. стигао у околину Гламоча, где је тада боравио ЦК и Врховни штаб. Он је Јосипу Брозу Титу реферисао о стању у Албанији, као и о његовом и Миладиновом раду на стварању албанске партије и покретању ослободилачке борбе. У средишту Врховног штаба и ЦК КПЈ Мугоша је остао до почетка октобра, када је заједно са Блажом Јовановићем поново упућен у Албанију. Јовановић је од Тита добио задатак да оде у Црну Гору и преузме руководство над Покрајинским комитетом КПЈ за Црну Гору, али да пре тога заједно са Мугошом оде у Албанију и у својству делегата ЦК КПЈ пружи помоћ у организовању Прве конференције КП Албаније и да руководству КП Албаније пренесе дотадашња искуства КП Југославије и организовању и вођењу Народноослободилачког покрета. Почетком новембра они су кренули у Албанију, заједно са још петнаест бораца, међу којима је био и Војин Тодоровић.
Након доласка у Албанију, половином децембра, делегати из Југославије су заједно са Миладином и члановима привременог руководства КП Албаније започели рад на организацији Конференције. Заједно са Миладином, они су албанским друговима помагали при изради реферата и Резолуција, као и оцени политичке ситуације. Као делегати ЦК КПЈ, они су имали овлашћења и за избор руководства КП Албаније. Миладин је још приликом формирања КПА, као и касније, из партије искључио све фракционаше и оне који нису желели да се држе линије партије и слушају директиве, док се у руковођењу партијом највише ослањао на млађе кадрове, углавном из некадашње Скарадске и Корчанске комунистичке групе. У склопу припрема Прве конференције, широм Албаније су били одржавани састанци партијских ћелија, месне, среске и окружне конференције на којима су бирана локална руководства. Од 17. до 22. марта 1943. године у селу Лабиноту, код Елбасана, у централној Албанији је одржана Прва земаљска конференција Комунистичке партије Албаније, којој је присуствовало око 70 делегата. На Конференцији је био изабран први Биро Централног комитета КП Албаније, који су сачињавали — генерални секретар Енвер Хоџа, организациони секретар Кочи Дзодзе и чланови Сејфула Малишов, Имер Дишница, Кристо Темељко, Рамадан Читаку, Панди Кристо, Нако Спиру и Лири Гега. Избор Хоџе и Дзодзеа на највише позиције, великим делом је била заслуга Миладина Поповића који је са њима сарађивао од првих дана боравка у Албанији. Хоџу и Миладина је посебно зближила чињеница да су обојица говорили француски језик, јер по доласку у Албанију Миладин није знао албански и углавном се служио француским. Такође, једном приликом они су се нашли у смртној опасности када су их опколили италијански карабињери у околини Тиране, али су успели да се спасу. Након Конференције, Миладин је са делом чланова Централног комитета кренуо на југ Албаније, док се Блажо Јовановић вратио у Црну Гору, одакле је о одржаној Конференцији информисао ЦК КП Југославије.
Још у пролеће 1942. године италијански окупатор је успео да у Тирани открије једну од главних техничких база КП Албаније и заплени знатан део партијске архиве. На тај начин Италијани су открили имена већине чланова руководства, као и имена југословенских делегата Миладина Поповића и Душана Мугоше. Чињеницу да се међу албанским комунистима налазе југословенски делегати, фашистички окупатор је одлучио да искористи за ширење националне мржње и тиме покуша да спречи развој ослободилачке борбе у Албанији. Фашистички листови оптуживали су Миладина и Душана као главне кривце за организовање борбе у Албанији, док су албанске комунисте оптуживали да су српски и руски агенти, који желе да Албанију припоје Србији. Ова пропаганда, вођена је још агресивније на простору Косова и Метохије.

На фотографији: Миладин Поповић и непознати албански партизан (горе), Душан Мугоша и Енвер Хоџа (доле).

Према тврдњама албанске партизанке и политичарке Лири Белишове, Енвер Хоџа је у току рата Миладина Поповића истицао као свог учитеља, често напомињући да је он његов ученик, а од чланова руководства КП Албаније је тражио да неупитно прихватају и извршавају директиве које су добијали од Миладина. Белишова је сматрала да је Хоџа управо захваљујући делегатима ЦК КПЈ постао први човек КП Албаније иако 1941. није био формални члан Корчанске комунистичке групе, већ само њен симпатизер. Елиминацијом вођа комунистичких група, који су били фракционаши, као и оних који нису следили директиве партије, Енвер је као послушан кадар избио у врх партије. До сличног закључка дошао је и албански историчар Кристо Фрашери, који је такође био у партизанима.
У својој књизи Титоисти (алб. Titistët), објављеној 1982. године, Енвер Хоџа је о Миладину Поповићу писао веома позитивно као о свом вољеном другу, док је о свим осталим југословенским делегатима, који су боравили у Албанији, писао негативно износећи доста критика и примедби на њихов рад. Описујући Миладина Хоџа је написао — ми смо у њему видели прекаљеног комунисту живог и борбеног духа, истинског пријатеља наше партије, спремног да жртвује и живот за остварење наше ствари.

#### Развој борбе и формирање Главног штаба
Непосредно након Конференције, у Лабинот, где се налазило седиште ЦК КП Албаније, дошао је Светозар Вукмановић Темпо, делегат ЦК КПЈ у Македонији, који је пред рада у Македонији, дао велики допринос у развоју Народноослободилачке борбе на Косову и Метохији. Са Миладином је тада разговарао о варијантама развоја оружане борбе на Косову и Метохији, а посебно око ширег укључивања косметских Албанаца у Народноослободилачки покрет. Након погибије Боре Вукмировића и Рамиза Садика, у пролеће 1943. године, Темпо је размишљао да се Миладин или Душана врати на Космет, где би руководили Обласним комитетом и оружаном борбом. У току лета 1943. године Темпо је боравио у Грчкој и Албанији, где је водио разговоре у циљу стварања заједничког Балканског штаба, а одражавао је и везе са Бугарском комунистичком партијом. Приликом повратка из Грчке, почетком јула 1943. године, поново је накратко боравао у Албанији. Он је тада критиковао албанско руководство због недовољне активности партизанских јединица због чега је дошао у сукоб са Миладином Поповићем и Енвером Хоџом, али је добио подршку Коче Дзодзеа. Убрзо након Темповог одласка у Македонију, 10. јула 1943. године је био формиран Главни штаб НОВ Албаније, за чијег је команданта био одређен бивши мајор Спиро Моисиу, а за политичког комесара Енвер Хоџа. Одлуком Главног штаба, сви партизански одреди и групе су 27. јула уједињени у Народноослободилачку војску Албаније (алб. Ushtria Nacional-Çlirimtare Shqiptare), територија Албаније је подељена на оперативне зоне, а половином августа формирана је почело формирање партизанских бригада.
Након капитулације фашистичке Италије, септембра 1943. године дошло је до замаха Народноослободилачке борбе у Албанији, а јединице НОВ Албаније су тада преузеле контролу над делом Јадранске обале, стварајући могућност успостављања веза са савезничким снагама у јужној Италији. Тада је из италијанских логора, била ослобођена велика група логораша са Космета, Црне Горе и Македоније, који су потом упућивани у Југославију. Од групе логораша који су били у логору „Герман” у близини Тиране, формиран је у Кичеву половином септембра Први косовско-метохијски партизански батаљон „Рамиз Саидику”, док је неколико дана касније од бивших заточеника логора „Порто Романа” био формиран Други косовско-метохијски батаљон „Боро Вукмировић”. Миладин је тада одржавао везу са партијском организацијом на Космету и у Македонији, па је почетком новембра отишао у Македонију где је 11. новембра у близини Дебарца присуствовао формирању Прве македонско-косовске ударне бригаде.
Након италијанске капитулације, Албанију је окупирала нацистичка Немачка, а тада је дошло и до отвореног сукоба комуниста са националистима из покрета Бали Комбетар (Народни фронт) и монархистима из Покрета легалитета, који су сарађивали са окупатором, што је довело до грађанског рата. У току јесени 1943. године НОВ Албаније је успела да створи велику слободну територију на подручју централне и јужне Албаније, на којој је било ангажовано преко 20 хиљада партизанских бораца. Окупационе и квислиншке снаге су због тога у зиму 1943/1944. године покренуле велику офанзиву против снага НОВ Албаније. У једном моменту ове офанзиве била је створена веома тешка ситуација, јер се Главни штаб и део Централног комитета нашао на десној страни планине Шкумбине, североисточно од Елбасана, док се Прва ударна бригада налазила на другој страни планине. Како су све везе између њих биле прекинуте, Миладин је преузео команду над овом бригадом и наредио да део њених снага крене преко планине и чланове војно-политичког руководства доведе на слободну територију. Почетком јануара 1944. године, окупационе снаге су покренуле нову офанзиву против партизанских снага у јужном и централном делу Албаније, на простору између Корче и Берата, где су биле вођене интензивне борбе. Немци су успели да партизанске снаге потисну у планине, али не и да их униште. Након завршене непријатељске офанзиве, на Миладинову иницијативу је у Корчи марта 1944. године одржано идеолошко-политички курс при Централном комитету КП Албаније, који су похађали многи албански руководиоци, као и команданти и политички комесари партизанских јединица. Миладин је саставио програм и припремао предаваче за овај курс.

#### Формирање Антифашистичког већа
Од почетка формирања КП Албаније Миладин Поповић се борио против фракционаштва и оних који нису следили линију партије, али се ипак у делу партијског руководства, а посебно у руководству Антифашистичког националноослободилачког фронта формирало мишљење да послератна Нова Албаније треба да буде у границама Велике Албаније коју су након окупације Југославије 1941. године створили италијански фашисти, односно да у њеном саставу и након ослобођења треба да остану — Метохија, делови Косова и Црне Горе, као и делови западне Македоније, јер су били насељени већинским албанским становништвом. Миладин се као представник ЦК КПЈ овим тежњама није довољно оштро супротстављао, па је у лето 1943. године приликом договора са Светозаром Вукмановићем Темпом око ангажовања косметских Албанаца у југословенски Народноослободилачки покрет (НОП), предлагао да се албанске партизанске групе на Космету ставе под команду Главног штаба Албаније, као и да се партијске организације у Метохији организационо укључе у КП Албаније. Такође, августа 1943. године у селу Мукје, код Кроје члан Политбироа ЦК КПА Имер Дишница се састао са представницима организације Бали Комбетар и са њима постигао договор о будућности Космета након завршетка рата. Руководство КП Албаније је овај потез осудило као контрареволуционарни чин, али је он ипак показао да међу албанским комунистима постоје претензије ка територији Космета. Због овакве ситуације, Темпо је реаговао код ЦК КП Југославије и Врховног штаба НОВ и ПОЈ, који су октобра 1943. године Миладина упозорили на погрешност оваквих ставова и опоменули га да не дозволи да албански национални и реакционарни елементи манипулишу масама по питању припајања Метохије и Косова, као и других југословенских области Албанији. Руководство КПЈ је упозорило и на оснивање АВНОЈ-а, као и његово предстојеће заседање на коме ће Нова Југославија бити дефинисана као земља слободних народа у којој неће бити места националном угњетавању националних мањина, па ни албанске. Предложили су да се и у Албанији формира тело слично АВНОЈ-у, чији би Извршни одбор представљао привремену албанску владу.
Још септембра 1942. године на Антифашистичкој националноослободилачкој конференцији у Пези, код Тиране био је формиран Главни Народноослободилачки одбор Албаније, чији је задатак био да ради на организовању и усаглашавању рада народноослободилачких одбора. Са развојем ослободилачке борбе дошло до потребе и за оснивањем општег политичког тела, па је 24. маја 1944. године у Пермету одржан Први антифашистички националноослободилачки конгрес на коме је у присуству 200 делегата из читаве земље било изабрано Антифашистичко националноослободилачко веће Албаније (алб. Këshilli Antifashist Nacionalçlirimtar i Shqipërisë). На овом конгресу су са основу југословенског искуства донети слични закључци као на другом заседању АВНОЈ-а — забрањен је повратак у земљу краљу Зогу, донета одлука о поништењу свих уговора пре 1939. године и непризнавању владе која би се евентуално формирала ван Албаније. Миладин Поповић је имао велику улогу у организацији овог Конгреса, на коме је Енвер Хоџа био изабран за председника Антифашистичког већа, које је у октобру било претворено у привремену владу Албаније. Непосредно пре овог Конгреса, почетком маја Енвер Хоџа је био изабран за команданта Главног штаба НОВ Албаније, чиме је он преузео сву политичку и војну власт у своје руке.
У току лета 1944. године албански партизани су поново створили слободне територије у централном и северном делу Албаније, због чега су окупационо-квислиншке снаге поново покренуле офанзиву против НОВ Албаније, али је и она била неуспешна. У јесен 1944. године албански партизани, који су имали 24 бригаде, започели су борбе против немачког 21. армијског корпуса, који се у склопу немачке групе армија „Ф” повлачио из Грчке. Највећи окршаји у овом периоду вођени су за ослобођење Елбасана и Тиране, из којих су се Немци повукли 21. новембра. Ослобођењем Скадра 29. новембра 1944. године цела територија Албаније је била ослобођена од фашистичког окупатора. Након тога, јединице НОВ Албаније су у садејству са јединицама НОВ Југославије учествовале у борбама за ослобођење Црне Горе и Космета.

### Повратак на Косово и Метохију
Како се ближио крај рата КП Албаније је све више јачала, а стварање већих слободних територија у Албанији и Југославији омогућило је редовне контакте између југословенског и албанског руководства, па је потреба за делегатима ЦК КПЈ била све мања. Због тога је почетком маја 1944. године Душан Мугоша повучен у Југославију и упућен на Космет. Крајем лета 1944. године, када је више од половине Албаније било ослобођено од окупатора, Врховни штаб НОВ и ПО Југославије је у Главни штаб НОВ Албаније упутио Војну мисију, на челу са пуковником Велимиром Стојнићем. Приликом доласка ове мисије у Албанију, почетком септембра 1944. године, Стојнић је Миладину пренео Титову поруку да се врати у Југославију. Енвер Хоџа није био задовољан због Миладиновог одласка јер је очекивао да ће он остати до коначног ослобођења земље. На Хоџину интервенцију код британске војне мисије, Миладин је почетком септембра из Албаније британским авионом пребачен у Бари, одакле је отишао на острво Вис. Миладин је испраћен са писмом Енвера Хоџе у коме се он у име ЦК КПА маршалу Титу захвалио на помоћи коју су југословенски комунисти, а пре свега Миладин Поповић и Душна Мугоша пружили у организацији КП Албаније и НОБ Албаније. Не дуго по Миладиновом одласку, Енвер Хоџа се на Другом пленуму КПА, новембра 1944. године, нашао у првој политичкој кризи. Поједини чланови руководства КПА, а пре свега Кочи Дзодзе, оштро су га критиковали и замерали му да их је маргинализовао и да је све одлуке доносио у ужој групи руководства (Хоџа, Рамадан Читаку и Лири Гега), коју је фаворизовао Миладин Поповић. Иако је Хоџина улога у руководству тада била смањена, он је убрзо успео да поврати свој утицај и да постепено све противнике искључи из руководства.
Половином септембра 1944. године, Миладин Поповић је дошао на острво Вис, где се тада налазило седиште ЦК КПЈ и Врховног штаба НОВ и ПОЈ. По доласку он се сусрео са највишим војним и политичким руководиоцима којима је причао о развоју Народноослободилачке борбе у Албанији. Он су му саопштили Титову жељу да се врати на Космет и поново преузме дужност политичког секретара Обласног комитета КПЈ за Косово и Метохију, што је и прихватио. Са Виса је поново прешао у Бари, где се задржао извесно време, а 15. октобра 1944. године је савезничким авионом дошао у тек ослобођени Ниш. Одатле се упутио на подручје између Врања и Бујановца, где се тада налазио известан број партизанских јединица. Овде је преузео дужност секретара Обласног комитета и након пола године се поново сусрео са Душаном Мугошом. Тада у јесен 1944. године вођене су последње борбе за ослобођење Косова и Метохије, на коме су се у фази повлачења налазиле бројне немачке и балистичке снаге, док се у Косовској Митровици налазио штаб генерала Александра Лера команданта групе армија „Е”. Почетком новембра јединице НОВ и ПО Југославије, уз помоћ неколико бригада НОВ Албаније, отпочеле су борбу за коначно ослобођење Космета, током које су посебно тешке борбе вођене на путу Скадар—Приштина и Пећ—Призрен, као и у источном делу Косова. Иако су имале велике губитке окупаторско-квислиншке снаге су се упорно браниле. Упоредо са напредовањем јединица НОВЈ померао се и Обласни комитет КПЈ, који се половином новембра налазио у селу Прелопац, код Подујева. До краја новембра ослобођен је простор Космета, а Миладин је у ослобођену Приштину стигао 20. новембра, дан након ослобођења.
Приштина је тада постала седиште Обласног комитета КПЈ за Косово и Метохију, али и других војно-политичких органа Народноослободилачког покрета — Обласног Народноослободилачког одбора, Оперативног штаба НОВ и ПО за Косово и Метохију и др. Како је борба за коначно ослобођење Југославије још увек трајала, сви напори Обласног комитета КПЈ за Космет, а пре свега Миладина Поповића били су усмерени на ангажовање свих људских и материјалних снага за фронт. Како би се ово остварило по селима су били формирани месни, а у већим местима општински и срески народноослободилачки одбори, чији су задаци били снабдевање Народноослободилачке војске и обнова путева, железничке пруге, мостова, школа, болница и др. Миладин је готово непрекидно обилазио села и градове широм Косова и Метохије, где је учествовао у формирању народноослободилачких одбора, партијских и скојевских организација, као и организација Народног фронта, Антифашистичког фронта жена, Уједињеног савеза антифашистичке омладине и др.
На једном од првих састанака Обласног комитета КПЈ, одржаних у ослобођеној Приштини, Миладин је дао оцену политичких прилика на Космету и говорио о потреби мобилизације свих снага за ослобођење земље, али и за обнову привреде, учвршћивање нове власти, политичких организација, као и братства и јединства српског, црногорског и албанског народа. Такође, део рада је требало усмерити на масовније укључивање Албанаца у антифашистичке организације. За разлику од Албаније, са којом је Миладин имао искуства и где се већина Албанаца определила за антифашистички Народноослободилачки фронт, Косметски Албанци су углавном били пасивни или су подржавали националистичку организацију Бали Комбетар. Балисти, како су називани припадници ове организације су ослобођење Космета доживели као поновну окупацију од Срба и њихове добро организоване и снабдевене групе, које су остале на терену након немачког повлачења, почеле су са извођењем акција и напада. Нападом на Урошевац, 2. децембра 1944. године отпочела је балистичка побуна на Космету, која се крајем децембра проширила на Гњилане, Ораховац, Дреницу и Косовску Митровицу. Јединице НОВ Југославије су уз помоћ јединица НОВ Албаније успеле да привремено угуше побуну, али је она кулминирала половином јануара 1945. године побуном Шабана Полуже. Он је претходно прешао на страну партизана и почео са мобилизацијом бораца за Сремски фронт, а када је требало да крену на фронт, своје борце је повео у напад на партизане у близини Вучитрна. Ова побуна се брзо проширила на дренички крај, због чега је Врховни штаб НОВ и ПОЈ 8. фебруара 1945. године на Косову и Метохији увео Војну управу, на челу са Савом Дрљевићем. Побуна је угушена крајем фебруара ликвидацијом штаба побуњеника, мада су борбе у мањем обиму вођене и у току марта, док су последње балистичке групе ликвидиране тек у лето 1952. године.

### Атентат у Приштини
Балистичка побуна, која је избила одмах након ослобођења, почетком децембра 1944. и трајала до краја фебруара 1945. године пореметила је нормализацију ситуације на Косову и Метохији. Све то је утицало да се и у органе нове „народне власти” убаце непријатељи, као и да дође до појаве национализма. Миладин Поповић је био упоран у борби да се политичка линија КП Југославије спроводи доследно, па је захтевао да се из свих антифашистичких организација и органа народне власти искључе сви који нису прихватали линију партије и који су одступали од политике братства и јединства. Како би умањио последице побуне на албанско становништво Миладин је одлазио на конференције и скупове на којима је настојао да објасни смисао побуне и укаже на значај братства и јединства српског, црногорског и албанског народа. Након увођења војне управе и преласка све власти на војне установе, Миладин је одржавао састанке са политичким руководиоцима Космета и објашњавао им значај што активније сарадње са војним властима, како би што пре дошло до нормализације ситуације и сређивања стања на терену. У овом циљу је писао и окружнице месним комитетима, у којима је давао директиве и савете у вези даљег деловања.
Како су у борбама против балистичке побуне учествовале и јединице НОВ Албаније, Миладина Поповића је у току фебруара 1945. године у Приштини посетио члан руководства КП Албаније Ћемаил Стафа, који је био изасланик Енвера Хоџе. Заједно са командантом Оперативног штаба НОВ и ПО за Космет Фадиљом Хоџом, Миладин је након смиривања побуне, крајем фебруара боравио у Београду, где су члановима ЦК КПЈ — Александру Ранковићу, Едварду Кардељу, Миловану Ђиласу и Светозару Вукмановићу поднели извештај о стању на Косову и Метохији. На овом састану се расправљао и о будућем статусу Космета, пошто је због новонастале ситуације било предлога да се ова област подели између новоформираних република Црне Горе, Србије и Македоније, али су се Миладин и Хоџа овоме оштро успротивили. Тада је руководство КПЈ донело дефинитивну одлуку о укључењу Косова и Метохије као аутономне области у састав Србије, чиме је стављена тачка на шпекулације о могућем уједињењу Космета са Албанијом.
Последице балистичке побуне, нису заобишле ни оне косметске Албанце који су претходно прихватили политику Народноослободилачког покрета, а посебно су деловале на оне разочаране, који су веровали да ће и након ослобођења Космет остати у саставу Албаније. Непосредно након гушења побуне у Дреници, учитељ Хаки Таха, који је од 1944. године био повезан са Народноослободилачким покретом, одлучио се на акцију против југословенских власти на Космету. Он је око себе окупио групу истомишљеника у којој је између осталих био и Рифат Бериша, потпредседник Народноослободилачког одбора Косова и Метохије. Након разговора са Ибрахимом Банушом Хоџом, из села Седлара, код Липљана Таха је донео одлуку да изврши атентат на Миладина Поповића.
Након повратка из Београда, почетком марта 1945. године Миладин је обишао партијске организације у Призрену, Пећи и Косовској Митровици. Приликом боравка у Пећи, он се након три године поново сусрео са оцем Јевремом који се у фебруару вратио из интернације у Италији. Како нису имали довољно времена да се испричају, Миладин га је повео са собом у Приштину, где је требало да обави неке лекарске прегледе. У уторак 13. марта 1945. године Миладин је кренуо на посао, а Павле Јовићевић је Миладиновог оца повео код лекара. Растали су се испред зграде Оперативног штаба НОВ и ПО за Космет, где је Миладин присуствовао састанку на коме је анализирана актуелна ситуација на уништавању заосталих балистичких банди. Након састанка отишао је у зграду Обласног комитета КПЈ за Космет, где је имао састанке са руководиоцима, активистима и куририма, који су му доносили извештаје о стању на терену. У току преподнева, на његов позив га је посетила Саша Брајовић супруга Петра Брајовића, команданта 52. косовско-метохијске дивизије, који је био тешко рањен 21. фебруара у борбама у селу Трстеник, код Глоговца када је убијен вођа балистичке побуне Шабан Полужа. Миладин се интересовао за Петрово здравствено стање након операције у којој му је ампутирана нога и да ли је све спремно за његово пребацивање у болницу у Косовској Митровици. Након њеног одласка, око 11 часова у канцеларију је ушао атентатор Хаки Таха.
Иако је био ненајављен посетилац, Миладин га је примио у канцеларију пошто га је познавао од раније. Знајући да је Таха тежак туберкулозни болесник, замолио је курира да му донесе чај. Док је Миладин одлагао документа која је претходно прочитао, Таха је искористио погодан моменат и у њега из пиштоља испалио неколико метака који су га погодили у груди. Смртно погођен Миладин је пао на писаћи сто, а Таха је побегао у правцу оближње Царске џамије, где се сакрио у једној шупи. Одмах након атентата отпочела је потрага за убицом, коју је предводио Спасоје Ђаковић начелник ОЗНЕ за Космет. Сутрадан око 15 часова, Хаки Таха (1913—1945) је откривен и опкољен, након чега је извршио самоубиство. Приликом увиђаја, припадници Одељења за заштиту народа (ОЗНА) су испод његовог капута пронашли албанску заставу на којој је био извезен натпис „Слобода Косову — уједињење са Албанијом” (алб. Kosoves liri – Bashkim me Shqipni). У току истраге ухапшени су и други чланови илегалне групе, међу којима и Ибрахим Хоџа (1886—1948) и осуђени на вишегодишње затворске казне.
У јутарњим часовима 14. марта 1945. године Миладинови посмртни остаци су изложени у згради Омладинског дома, где су му грађани Приштине у мимоходу одавали последњу почаст. У 11 часова ковчег са његовим посмртним остацима је изнет испред Омладинског дома, где се од њега опростио организациони секретар Обласног комитета КПЈ, након чега је погребна поворка кренула ка железничкој станици. Овде се од Миладина опростио Милинко Ђуровић, инструктор ЦК КПЈ који се тих дана налазио у Приштини. Ковчег са Миладиновим посмртним остацима је потом унет у погребни аутомобил који се упутио у правцу Пећи, где је сахрањен у породичној гробници.

#### Контроверзе везане за убиство
У вези убиства Миладина Поповића током времена су се појавиле одређене контроверзе. Поједини албански извори, углавном из периода владавине Енвера Хоџе, заступају тезу да иза Миладиновог убиства стоји југословенска тајна служба јер се он наводно као прави комуниста-интернационалиста супротставио српској и југословенској хегемонији над косметским Албанцима. Сличне ставове данас заступа и црногорски књижевник Јеврем Брковић који за убиство Поповића оптужује ОЗНУ и Александра Ранковића. Према њему разлог за убиство је у томе јер је Поповић наводно тражио да се југословенско руководство договори са албанским комунистима око предаје Космета Албанији.
Модерна албанска историографија прихвата тезу да је Миладина Поповића убио учитељ Хаки Таха, кога албански националисти на Косову славе као националног јунака и борца против српске и југословенске окупације. На територији под контролом самопроглашене Републике Косово неколико улица, међу којима су улице у Приштини, Ђаковици и Призрену, носе његово име, као и једна улица у Тирани. Такође, националисти сматрају да је убиство Поповића, југословенским властима послужило као повод за масовне егзекуције над косметским Албанцима, укључујући и Барски масакр.
Због великог интересовања јавности на Косову и Метохији у вези контроверзи око убиства Миладина Поповића, косовски новинар Ленард Керкук, главни уредник листа „Експрес” и интернет портала „Зона експрес” је 2016. године снимио документарну емисију „Атентат у Приштини” (алб. Atentat në Prishtinë).

## Народни херој
На вест о смрти Миладина Поповића, Централни комитет КП Југославије упутио је Обласном комитету КПЈ за Косово и Метохију телеграм следеће садржине:
Тешко нас је погодила вијест да је друг Миладин погинуо од руке гнусног атентатора. Непријатељ на Косову и Метохији, војнички разбијен, а политички раскринкан, губећи могућност за сваки масовнији организованији отпор, у свом очајничком бијесу и мржњи против Народноослободилачког покрета прибегава средствима индивидуалног терора да би нашем покрету и Партији нанео још коју жртву и одгодио час ослобођења наше земље. Смрт Миладина представља велики губитак за нашу Партију и за народ Косова и Метохије, али се непријатељ љуто вара ако мисли да ће на тај начин обезглавити Народноослободилачки покрет Косова и Метохије. Појачајте будност партијске организације, окупите широке масе Космета у Народноослободилачки покрет за коначну побједу над окупатором и изградњу Федеративне Југославије. Слава другу Миладину!
Још за живота, 25. септембра 1944. године, Миладин Поповић је за осведочени рад на остваривању братства и јединства југословенских народа одлуком Председништва АВНОЈ-а међу првим борцима Народноослободилачког рата био одликован Орденом братства и јединства. Истом одлуком, заједно са њим одликовано је још 11 истакнутих партизанских бораца, међу којима су били — пуковник Шиме Бален, Неда Божиновић, Никола Груловић, мајор Раде Јакшић, прота Јевстатије Караматијевић, Стефан Митровић, мајор Грујо Новаковић, Крсто Попивода, Добривоје Радосављевић Боби, Коста Ћушић и потпуковник Владо Шћекић. Поводом прве годишњице смрти, Указом Президијума Народне скупштине ФНР Југославије број 128/46 12. марта 1946. за беспримерним хероизмом у борби против народних непријатеља постхумно је проглашен за народног хероја.
Након Миладинове смрти, његови лични предмети, одећа, документа и други материјали, као и метак од кога је убијен, сакупљени су и постављени у кући његових родитеља у Пећи ради излагања. Након смрти његових родитеља — мајка је умрла 1955, а отац 1958. — њихова породична кућа претворена је у спомен-музеј Народноослободилачке борбе, у који су поред предмета везаних за живот и рад Миладина Поповића, постављени и предмети везани за деловање Боре Вукмировића и Рамиза Садика. Заједно са кућама у Пећи, у којима су живели Вукмировић и Садику, кућа Миладина Поповића је на Дан устанка народа Србије 7. јула 1951. обележена спомен-плочом са натписом на српском и албанском језику — У овој кући је живео и радио народни херој Миладин Поповић секретар ОК КПЈ за Космет, а 1949. је стављена под заштиту државе. На иницијативу Савеза бораца НОР у Малом парку на обали Пећке Бистрице, поводом десетогодишњице устанка народа Србије, 7. јула 1951. постављене су спомен-бисте тројице пећких народних хероја и истакнутих организатора Народноослободилачке борбе на Космету — Боре Вукмировића, Рамиза Садика и Миладина Поповића, које је израдио вајар Сретен Стојановић.
У време постојања Социјалистичке Федеративне Републике Југославије народни херој Миладин Поповић је уз Бору и Рамиза представљао један од симбола антифашистичке борбе и братства и јединства Срба, Црногораца и Албанаца у Социјалистичкој Аутономној Покрајини Косово. Његово име носиле су улице, тргови, основне и средње школе, касарне ЈНА, предузећа, омладинске радне бригаде, одреди извиђача, пионирски одреди и др. Неколико основних школа на Косову и Метохији је до рата на Косову и Метохији 1999. године носило његово име, као и Педагошка академија (бивша Учитељска школа) у Приштини, која је након рата пресељена у Блаце, где данас ради под именом Академија пословних струковних студија Београд. Испред зграде Педагошке академије у Приштини налазила се спомен-биста Миладина Поповића, која је подигнута 1961. године. Његово име носила је и Електро-техничка школа у Приштини, која је након 1999. премештена у село Сушица, где јој је назив промењен у Михајло Пупин. Данас име Миладина Поповића носe — основна школа у селу Бостане, код Новог Брда и основна школа у селу Пасјане, код Гњилана. Такође, његово име данас носи и шест улица — у Београду, Лазаревцу, Крагујевцу, Нишу и Смедереву, као и у Подгорици.
На кући у Приштини, у некадашњој Улици ЈНА (Југословенска народна армија), а данас Улици ОВК (Ослободилачка војска Косова), у којој се након ослобођења 1944. налазило седиште Обласног комитета КПЈ за Космет и у којој је 13. марта 1945. убијен Миладин Поповић постојала је спомен-плоча која је говорила о овом догађају. Ову кућу је 1930. изградио приштински трговац Јован Минић, а за време окупације од 1941. до 1944. користио је најпре италијански, а потом немачки окупатор. Од 1947. у овој кући је била смештена Обласна библиотека, која је још 1944. основана у Призрену. Након гашења Обласне библиотеке формирана је 1953. Градска библиотека, која је од 1963. до 1993. носила име Миладина Поповића, а након јуна 1999. премештена је у Грачаницу. У кући се и данас налази Градска библиотека која носи назив по албанском књижевнику Хивзи Сулејманију (1910—1975).